# Darren Lynn Bousman
Darren Lynn Bousman (Overland Park, 11 januari 1979) is een Amerikaans filmregisseur, -producent en scenarioschrijver.
Bousman is voornamelijk bekend van zijn regisseurswerk in het genre horror, waaronder vier films uit de Saw-reeks: Saw II, Saw III, Saw IV en Spiral: From the Book of Saw. Hij regisseerde ook de Gothic- opera horrorfilm Repo! The Genetic Opera, evenals de horrorfilm 11-11-11. Hij won in 2016  een Saturn Award voor beste uitgifte op dvd voor de film Tales of Halloween.
Bousman werd geboren in Overland Park in de staat Kansas, de zoon van Nancy en Lynn Bousman. Hij ging naar de middelbare school aan de Shawnee Mission North High School in Overland Park en studeerde film aan de Full Sail University in Winter Park, Florida, waar hij afstudeerde in 2000. Hij werd in 2011 opgenomen in de Full Sail University Hall of Fame. Bousman woont in Los Angeles met zijn vrouw en twee kinderen.

## Filmografie

### Als filmregisseur
Uitgezonderd korte films.
- 2001: Identity Lost
- 2005: Saw II
- 2006: Saw III
- 2007: Saw IV
- 2008: Fear Itself
- 2008: Repo! The Genetic Opera
- 2010: Mother's Day
- 2011: 11-11-11
- 2012: The Devil's Carnival
- 2012: The Barrens
- 2014: Angelus
- 2015: Tales of Halloween
- 2016: Alleluia! The Devil's Carnival
- 2016: Abattoir
- 2018: St. Agatha
- 2020: Death of Me
- 2021: Spiral: From the Book of Saw

### Als filmproducent
Uitgezonderd korte films.
- 2008: Repo! The Genetic Opera (uitvoerend producent)
- 2011: 11-11-11
- 2012: The Devil's Carnival
- 2012: The Barrens
- 2018: Slay Belles (uitvoerend producent)

### Als scenarioschrijver
Uitgezonderd korte films.
- 2001: Identity Lost
- 2005: Saw II
- 2011: 11-11-11
- 2012: The Barrens
- 2014: Angelus
- 2018: Abattoir: The Foundation